# 中村又七郎

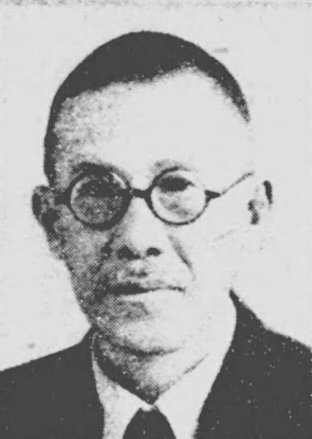
中村又七郎

中村 又七郎（なかむら またしちろう、1884年（明治17年）1月26日 - 1963年（昭和38年）6月7日）は、日本の衆議院議員、初代糸魚川市長。

## 経歴
新潟県西頸城郡糸魚川町（現在の糸魚川市）出身。1907年（明治40年）、早稲田大学政治経済科を卒業した。一年志願兵として陸軍主計少尉に任じられた。早稲田大学講師、『中央新聞』記者、『自由通信』記者を務めた後、『高田日報』主筆となり、後には高田日報社社長に就任した。また糸魚川町会議員、糸魚川町長、新潟県会議員、同参事会員に選ばれ、糸魚川町長時代には北陸線列車雪崩直撃事故の対応に尽力した。その他に帝国在郷軍人会糸魚川町分会長、同西頸城郡分会副会長、西頸城郡教育会副会長、西頸城郡水産会長、新潟県漁業組合聯合会長などを務めた。
1942年（昭和17年）、第21回衆議院議員総選挙に非推薦で東方会から出馬し、当選を果たした。
当選後は中野正剛らとともに翼賛政治会に入ったが、1943年（昭和18年）に中野とともに脱退（無所属）。その後は護国同志会を経て、終戦後は鳩山一郎の日本自由党に入ったが、すぐに無所属倶楽部に移った。
戦後、公職追放となり、追放解除後の1952年（昭和27年）の第25回衆議院議員総選挙で無所属で立候補したが落選した。1954年（昭和29年）、町村合併で糸魚川市が成立すると、市長に選出された。